# アドバルーン

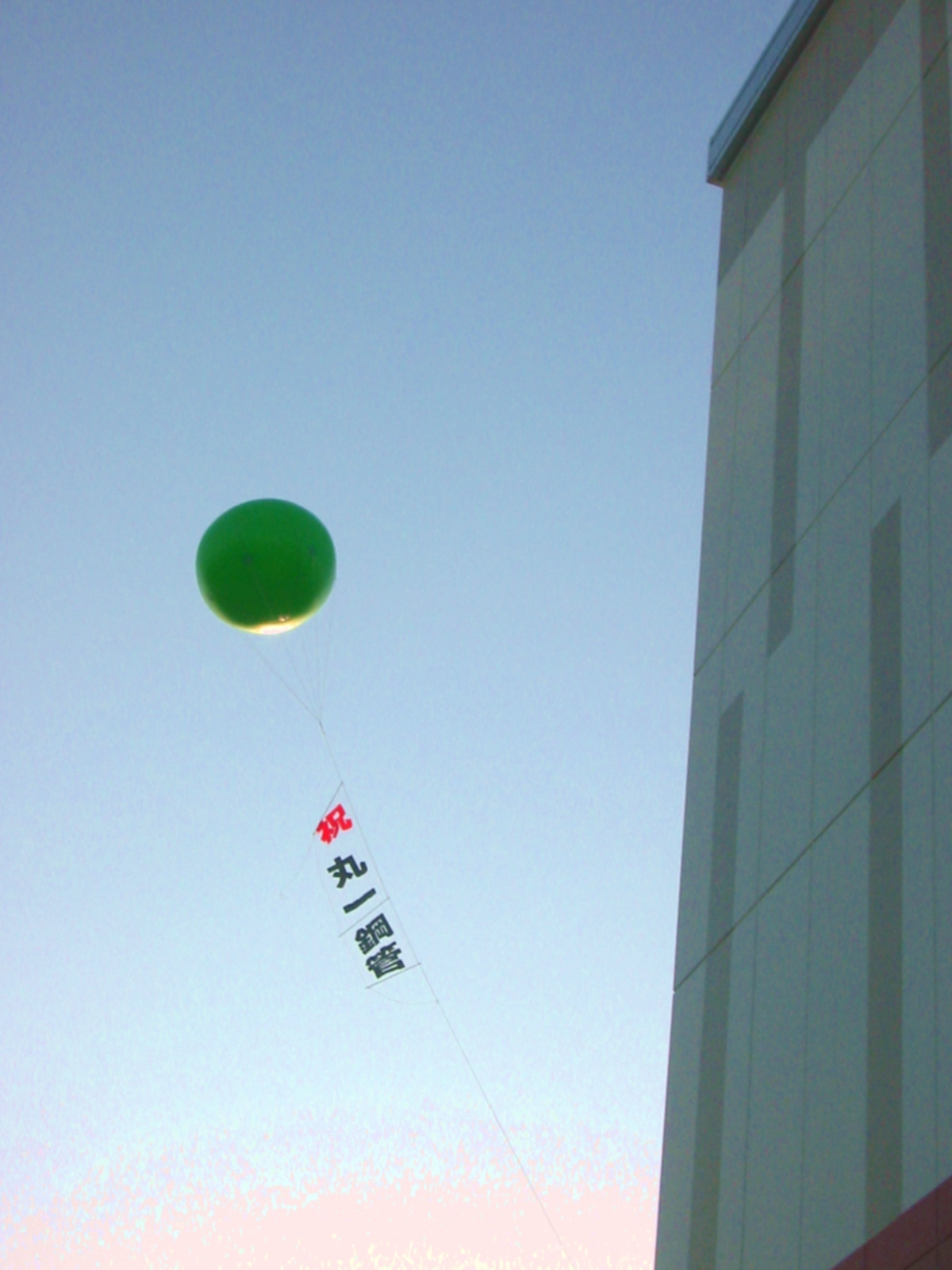
アドバルーン

アドバルーン（和製英語: ad balloon）とは広告宣伝目的に使われる係留気球のこと。広告気球。アドバルーンによって釣り上げられる宣伝バナーはアドバルーン広告と呼ばれる。
文字を横書きにする欧米では二つの気球の間にバナーを入れた宣伝が行われていた事に対し、縦書きの日本では単体の気球でバナーを吊るす手法が取り入れられ、広告を意味する advertisement と気球を指す balloon を組み合わせて「アドバルーン」と呼ばれた。
1907年（明治40年）に日本で考案され、20世紀（特に昭和期）に広く用いられた。

## 構造
直径2-3 メートル程度の球形の気球を比重の軽いガスで浮揚させる。初期のガスには可燃性の高い水素が使われていたが、火災防止のために不燃性のヘリウムが使用されるようになっていった。バナーは横幅1 m、高さ10 m程度で、縦80 cm-1 m、横1 m程度の枠抜きした文字が配置される。

## 歴史

### 戦前

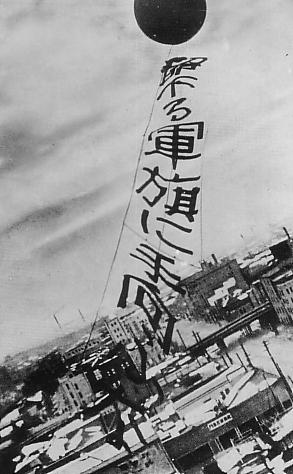
二・二六事件で吊り上げられた投降を促すアドバルーン

係留気球で広告文を吊り上げるアドバルーン広告は、日本では1913年（大正2年）に化粧品会社（中山太陽堂など）が使用したのが最初とされる。1916年（大正5年）1月には、福助が阪神鳴尾で33立方メートルの大型アドバルーンを使用して、アドバルーンによる宣伝が広まった。当初は広告気球と呼ばれていたが、第1次の隆盛期を迎えるにつれ昭和初期以降はアドバルーンの語が広く定着した。
1936年(昭和11年）の二・二六事件では反乱将兵の鎮圧のため、帝国陸軍はビラやラジオ放送とともに民間のアドバルーンを使用して「勅命下る軍旗に手向かふな」との文字が掲げられた。1930年代末以降になると、気球（アドバルーン）は兵器としても使用可能なことから民間での利用には制限がつくようになり、やがてアドバルーン広告は禁止された。

### 戦後
戦後しばらくもGHQの命令により禁止されていたが、1949年（昭和24年）から徐々に解禁され、1951年（昭和26年）の「繋留広告気球制限規定」の緩和により昭和30年代から40年代には大量に用いられ、第2次の隆盛期となった。最盛期には1日100本以上の浮揚があり、年間1万本のアドバルーンが空を覆った。
アドバルーン広告は広告幕の文字の大小の制限から広告を見るのに適した距離や高さ（仰角）があり、日本の都市部では超高層ビルの林立により宣伝効果が失われ、またコストが高いため懸垂幕をはじめとする様々なビル壁面広告に多くが置き換わったことにより、平成初期（1990年代）までにはほとんど見ることができなくなった。また、広告宣伝手段の多様化・発達により、相対的にコストパフォーマンスが低下してきたことも指摘されている。

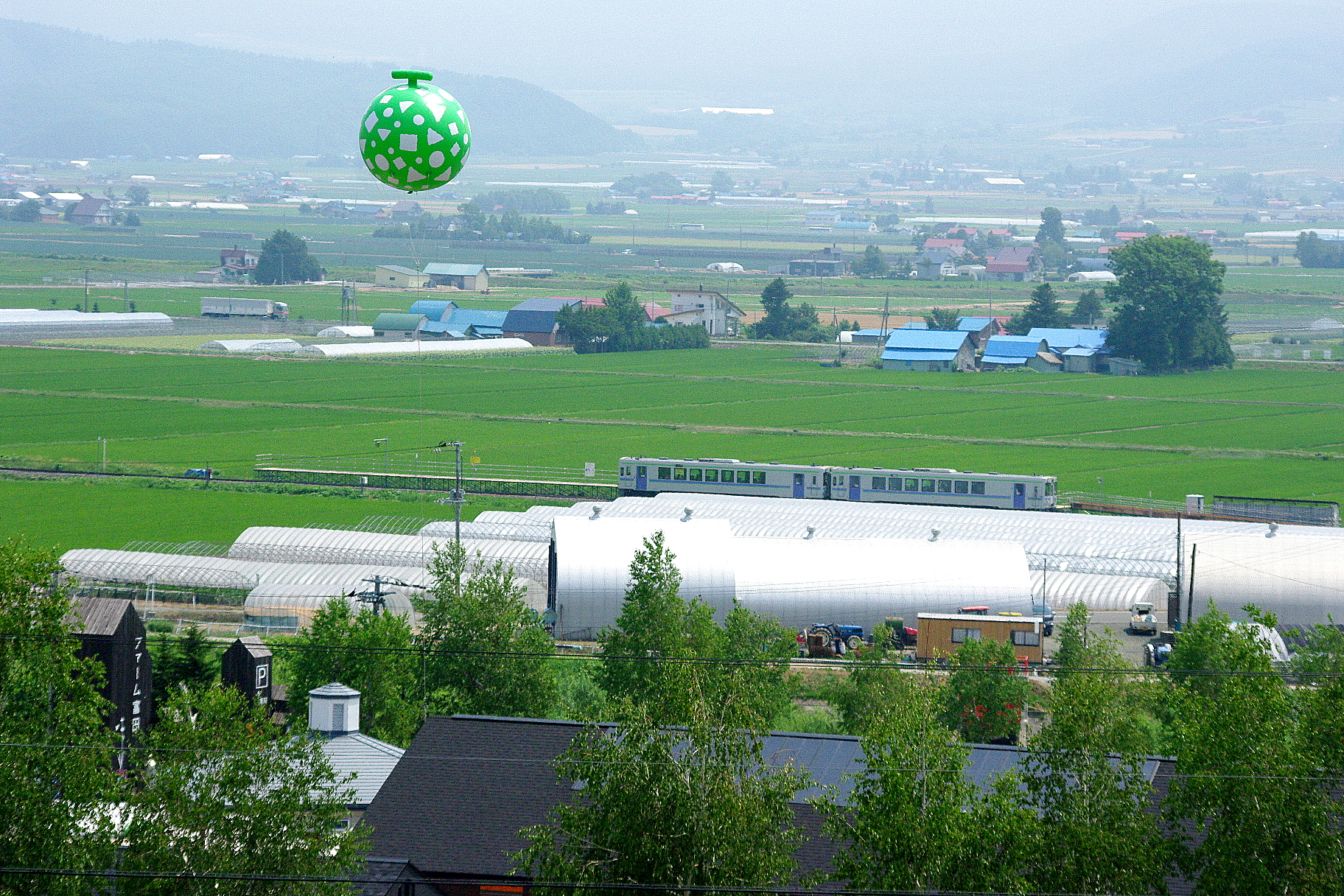
メロン型のバルーン

屋外用アドバルーン広告が衰退してから、屋外用として主に使用されている場所は、郊外の低層階の店舗やイベント会場、展示会場などである。そして、屋内展示場、見本市会場、イベント会場、大型ショッピングセンターなどの室内装飾に用いられることも多い。
従来型の紅白アドバルーンは最盛期に比べ数は激減したが、今日では逆に物珍しさによって利用されることもある。
また従来の紅白アドバルーンに取って代わり、特注品の変形バルーンが多くなっている。これらはキャラクターや各種メーカー品、企業ロゴなどが象られたもので、趣向を凝らしたものである。

## 規制

### 航空関連の規制
航空法及び航空法施行規則により、航空交通管制圏、航空交通情報圏、高度変更禁止空域又は航空交通管制区内の特別管制空域内では、原則として気球を浮揚させることが禁止されている。

### 屋外広告物の規制
アドバルーン広告は都道府県や市区町村が制定する屋外広告物条例の制限により、地域や施設により掲揚のできない禁止地域や広告の際の申請等が必要な場合がある。東京都の場合、「綱を付けた気球を掲揚し、その綱又は気球を利用して広告表示したもの（東京都火災予防条例に適合するもの）」と定義して屋外広告物許可申請手数料や許可期間などの規制が設けられている。

### 浮揚ガスの規制
使用する浮揚ガスが水素ガスの場合には条例で規制されている場合がある。札幌市では火災予防条例により、水素ガスを充てんする気球の位置、構造及び管理の基準を定めている。